# Cafè filtrat

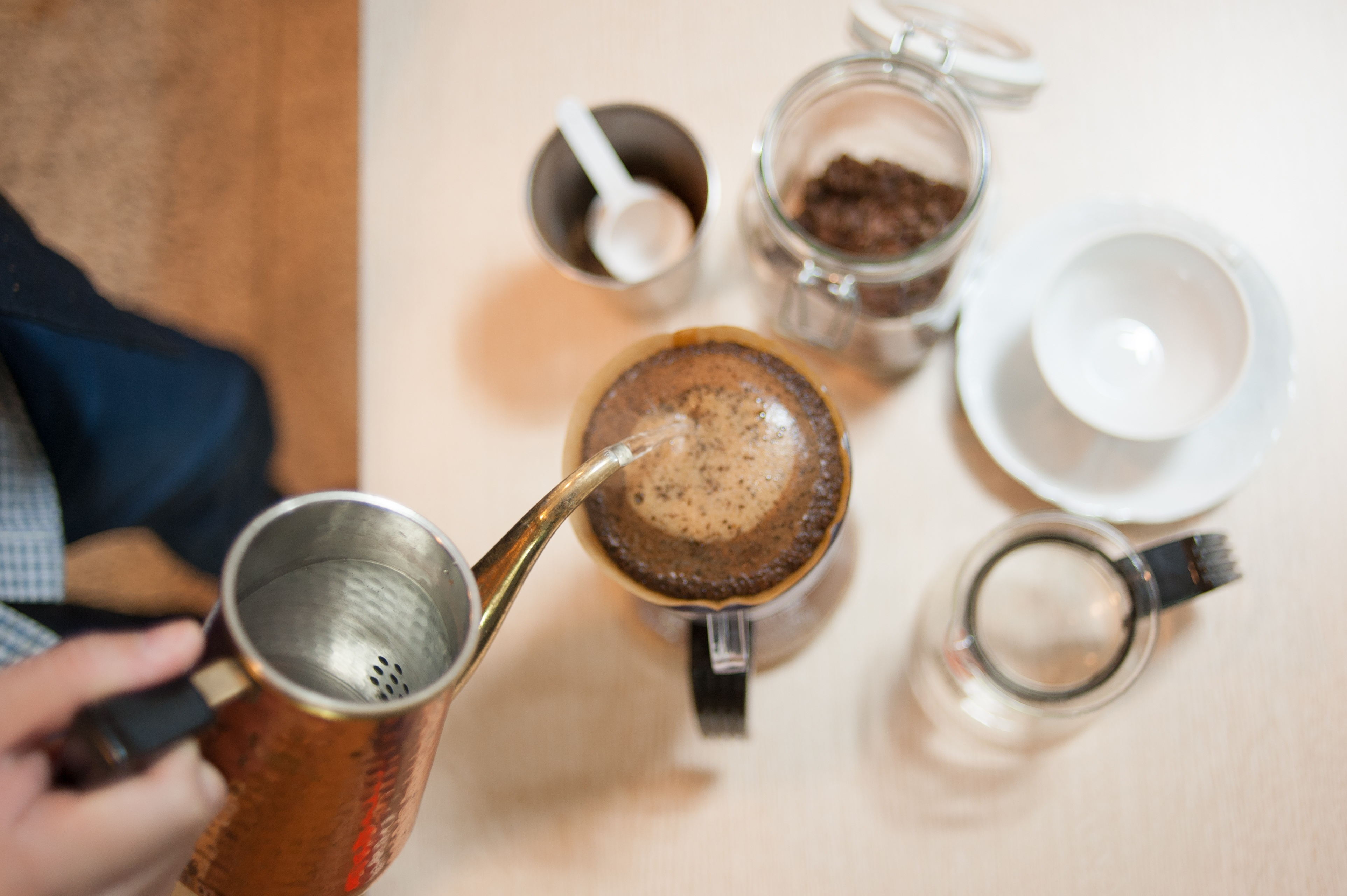
Cafè manual per degoteig

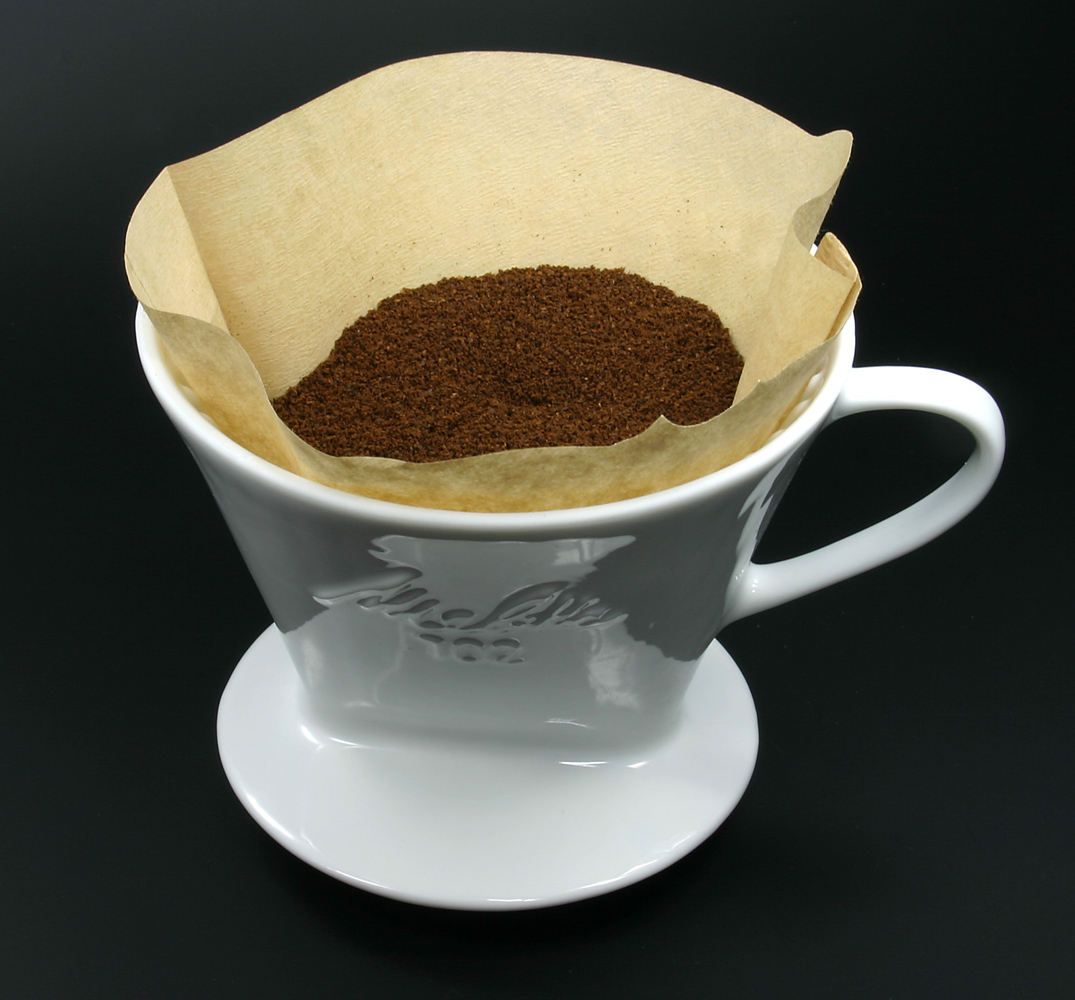
L'aigua es filtra pel cafè molt, el filtre de paper, i després es recull en un recipient col·locat a sota.

El cafè filtrat es fa abocant aigua calenta sobre els grans de cafè molts i es deixa reposar. Hi ha diversos mètodes per fer-ho, inclòs l'ús d'un filtre, un percolador i una premsa francesa. Els termes que s'utilitzen per al cafè resultant sovint reflecteixen el mètode utilitzat, com ara cafè elaborat per goteig, cafè filtrat, cafè obtingut, cafè elaborat per immersió o simplement cafè. L'aigua filtra el cafè molt, absorbint els seus components químics constituents, i després passa per un filtre. Els grans de cafè usats es conserven al filtre, mentre que el cafè elaborat es recull en un recipient.

## Visió general
Els filtres de cafè de paper van ser inventats a Alemanya per Melitta Bentz el 1908 i s'utilitzen generalment per a la elaboració de cafè filtrat a tot el món. El 1954, el Wigomat, inventat per Gottlob Widmann, va ser patentat a Alemanya sent el primer fabricant de cafeteres elèctriques. Els fabricants de cafeteria de degoteig van substituir el percolador de cafè a la dècada de 1970 a causa de la tendència dels percoladors a sobreextreure el cafè, cosa que l'amargava. Un dels avantatges dels filtres de paper és que es poden eliminar els filtres utilitzats sense necessitat de netejar el filtre. Actualment també són habituals els filtres permanents, fabricats amb làmines metàl·liques perforades, malla fina de plàstic o ceràmica porosa que frenen els sòlids, però permeten passar el cafè, eliminant així la necessitat d'haver de comprar filtres separats que de vegades no es poden trobar en algunes parts de el món. Aquests se sumen al manteniment de la màquina, però redueixen el cost global i produeixen menys residus.

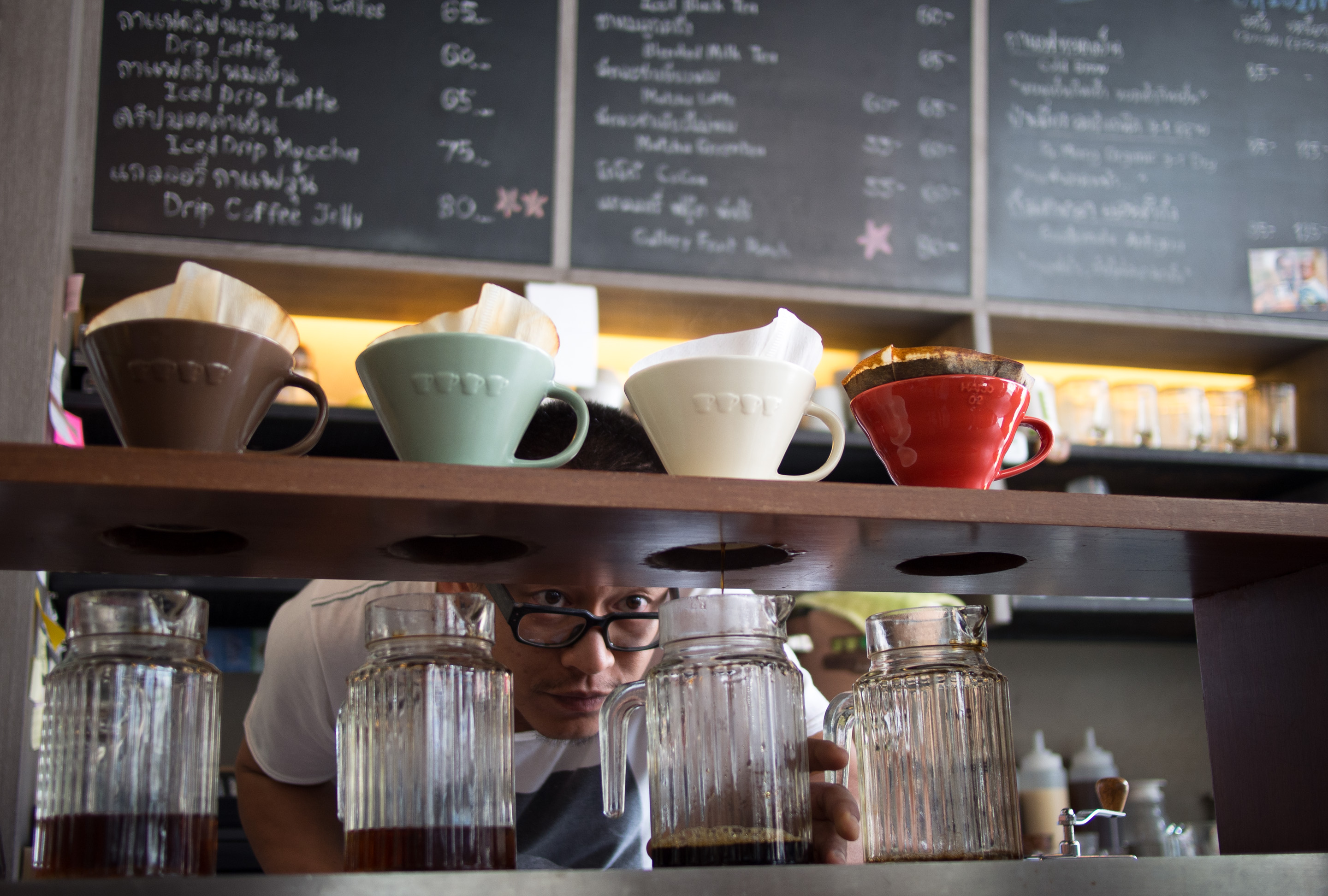
El cafè cau pels grans filtrats en diverses gerres d'aquesta cafeteria especialitzada.

El cafè de filtre és fonamental per a la cultura i la coneixença del cafè japonès.
La fabricació de cafè per degoteig és un mètode molt utilitzat per elaborar la cafè. Al mercat hi ha diversos dispositius manuals per elaborar-ne, que ofereixen una mica més de control dels paràmetres que les màquines automàtiques, i que incorporen vàlvules de tap i altres novetats que ofereixen un major control del temps de precipitació i la proporció de cafè a aigua. També existeixen portàtils i d'un sol ús que només contenen el filtre i reposen al damunt d'una tassa o copa, cosa que els converteix en una opció popular per als campistes i excursionistes. L'aigua calenta s'aboca i s'escorre directament a la tassa.
La preparació amb un filtre de paper produeix un cafè clar i corporal. Malgrat estar lliure de sediments, hi manquen alguns olis i essències del cafè; han quedat atrapats al filtre de paper. En canvi, els filtres metàl·lics no eliminen aquests components.
Es pot observar, sobretot quan s'utilitza un recipient de vidre alt i estret, que el cafè de la part inferior de l'envàs és més fort que el de la part superior. Això és degut al fet que es disposa de menys sabor per a l'extracció del cafè a mesura que avança el procés d'elaboració. S'ha fet un argument matemàtic que aportar una força comparable en dues tasses de cafè gairebé s'aconsegueix mitjançant una seqüència de botes Thue-Morse. Aquesta anàlisi va provocar un article capritxós a la premsa popular.